# روبرتو سالوادوری
روبرتو سالوادوری (انگلیسی: Roberto Salvadori؛ زادهٔ ۲۹ ژوئیهٔ ۱۹۵۰) بازیکن فوتبال اهل ایتالیا است.
از باشگاه‌هایی که در آن بازی کرده‌است می‌توان به باشگاه فوتبال آلساندریا و باشگاه فوتبال تورینو اشاره کرد.